# Marpesia zerynthia
La mariposa daga (Marpesia zerynthia) es una especie de mariposa de la familia Nymphalidae que habita al norte y del sur de Mesoamérica.

## Distribución y hábitat
La distribución de Marpesia zerynthia está limitada a la ecozona del neotropico. Se han identificado miembros de la especie en América del Sur en Bolivia, Brasil, Venezuela, Colombia y el sur de Perú; también en el centro de México y, en raras ocasiones, puede ser observada en Texas en los Estados Unidos.
Esta especie habita bosques tropicales de caducifolios y perennifolios, y puede ser observada en espacios abiertos en altitudes de hasta 2400 m. Es generalmente una especie de bosques nubosos, siendo más común a altitudes entre los 800 a 1800 m.

## Descripción

### Reproducción

#### Huevo
Marpesia zerinthia ubica sus huevos individualmente en las hojas de árboles y arbustos de la familia Moraceae, la cual incluye los géneros Ficus (higos), Chlorophora, Brosimum y Artocarpus.
Los huevos tienen forma cónica con once costillas verticales, así como costillas horizontales mucho menos prominentes. Las costillas horizontales están espaciadas una de cada otra teniendo más espacio las de la parte superior del huevo. Un micrópilo está localizado en la punta superior del mismo. El huevo es rojo cuando es puesto, pero eventualmente se torna negro antes de la eclosión.

#### Larva
Después de la eclosión, la oruga joven es generalmente cilíndrica, careciendo de ornamentosen la cabeza o cuerpo. La cápsula de cabeza es negra lustrosa, y el resto del cuerpo es de un color verde pálido transparente.
La oruga madura es bastante colorida, normalmente marcada con rayas y puntos amarillo y/o rojos. Una fila de espinas se encuentra a lo largo del dorso. La cabeza está decorada con un par de espinas muy largas.
Las larvas se alimentan de las hojas de la planta en donde nacieron. La larva descansa en la superficie superior del follaje y se alimenta durante el día. Son indiscriminadamente intolerantes a la presencia de cualquier intruso, incluso de otras larvas de la misma especie. Como mecanismo de defensa, cuándo es molestada  la larva  moverá espinosa cabeza de un lado al otro hasta la molestia cese.

### Pupa
Las pupas angulares son verde pálido, marcadas con puntos más oscuros. Proyectan espinas abajo la cabeza y el abdomen. En el ala anterior se proyecta una espiga negra aguda. Una espina bifurca, corta y gruesa se proyecta del mesothorax. Dos puntos negros aparecen atrás de la cabeza, y hay coloración café oscuro, naranja o amarillo coloration,visible en las intersecciones entre segmentos del cuerpo.

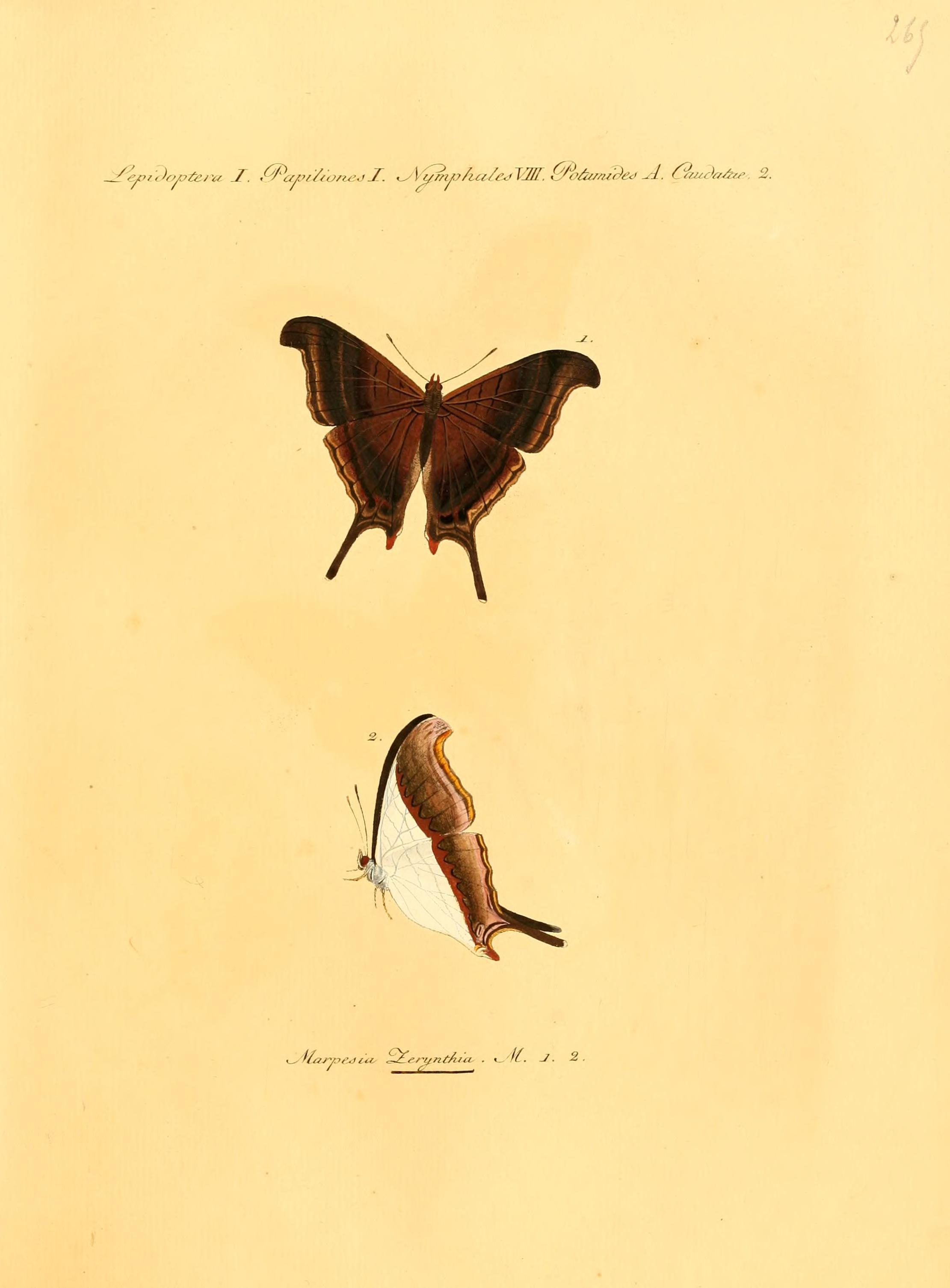
Placa ilustrada que acompañó la descripción original de Hübner en 1823.

### Imago
El desarrollo del huevo a adulto toma 32 días o menos.
La envergadura de alas del adulto es 7 - 8,1 cm (2.8 - 3.2 en). El ala tiene una cola larga, esbelta. El lado dorsal es oscuro marrón con márgenes más pálidos. El lado ventral de ambos del ala oculta y el ala externa tienen una sección interior blanca y la sección marrón oscura más cercana a los márgenes de ala.

### Comportamiento
Marpesia zerynthia se encuentra típicamente en grupos pequeños de aproximadamente seis a doce machos, que se sienten atraídos por la arena húmeda y el barro para beber de la humedad, rica en minerales. Los lugares de alimentación particularmente favorecidos son los vados poco profundos en arroyos o a lo largo de caminos de montaña. Durante el clima cálido, las mariposas revolotean constantemente y se alimentan con las alas erectas o parcialmente abiertas. Cuando las condiciones son más frescas sostienen sus alas completamente abiertas, haciéndose posible observar la coloración oscuro marrón de la superficie ventral de las alas.
Los adultos vuelan rápida y ágilmente, y a menudo se sabe que se posan juntos en pequeños grupos debajo de las hojas. En México suelen volar de mayo a noviembre, o de julio a octubre en el sur de Texas. La nutrición la obtienen del néctar de las especies de Cordia y Croton, y también de los excrementos y de otras fuentes no florales.
Las hembras son más esquivas y rara vez descienden del dosel arbóreo. Sin embargo, en climas nublados, a veces se sabe que se asientan en el follaje más bajo del bosque.
La especie es ligeramente sexualmente dimorfa, con las hembras típicamente siendo más redondas y más grandes que los machos. Los especímenes en cautiverion tiene una tendencia a ser más pequeños que aquellos capturados en la naturaleza.

## Taxonomía

### Subespecies
Se reconocen dos subespecies:
- Marpesia zerynthia zerynthia – Brasil: Bahía
- Marpesia zerynthia dentigera (Fruhstorfer, 1907) – Texas a Colombia, Perú, y posiblemente Ecuador[5]